# Wladimir Georgijewitsch Urin

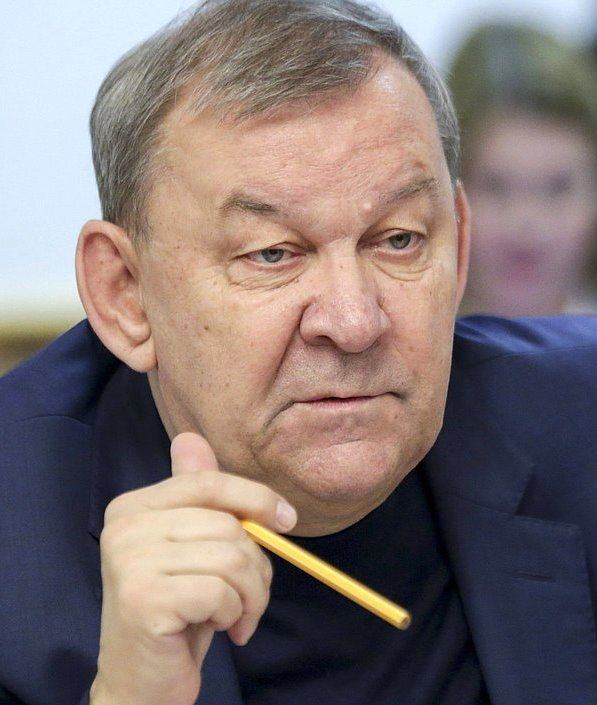
Wladimir Urin (2018)

Wladimir Georgijewitsch Urin (russisch Владимир Георгиевич Урин, wiss. Transliteration Vladimir Georgievič Urin; * 19. März 1947 in Kirow) ist ein russischer Opernregisseur und -intendant. Er ist mit dem Ehrentitel „Volkskünstler Russlands“ bedacht und war Intendant des Moskauer Bolschoi-Theaters.

## Werdegang
Urin begann seine Theaterkarriere 1973. 1981 zog er nach Moskau, wo er für die Abteilung Jugend und Puppentheater in der Theatervereinigung Russlands verantwortlich war. Vier Jahre später absolvierte er die russische Akademie der Theaterkunst und war von 1987 bis 1996 Sekretär der Theatervereinigung Russlands, wo er auch als stellvertretender Präsident tätig war.
1994 initiierte er den Preis Goldene Maske als nationalen Theaterpreis. 1995 wurde er Intendant des Stanislawski- und Nemirowitsch-Dantschenko-Musiktheaters (1995–2013). Zwei Jahre später erhielt er die gleiche Position beim Internationalen Festival des zeitgenössischen Tanzes. Im Jahr 2013 wurde er nach den Skandalen im Bolschoi-Theater und dem Angriff auf den künstlerischen Direktor Sergei Filin zum Generaldirektor des Bolschoi-Theaters ernannt und ersetzte dort Anatoli Iksanow.
Am 8. Juli 2017, drei Tage vor der geplanten Uraufführung, sagte Urin die Premiere eines von Kirill Serebrennikow gemeinsam mit dem Choreographen Jurij Possochow kreierten Balletts über den legendären Tänzer Rudolf Nurejew ab, das auch dessen Privatleben thematisierte. Urin behauptete, die Absetzung sei wegen der schlechten Qualität der Choreographie und des Tanzes erfolgt. Es war das erste Mal, dass seit dem Zusammenbruch der Sowjetunion eine Produktion zurückgezogen wurde, und es entstanden zahlreiche Gerüchte über politische Zensurmaßnahmen.
2019 wurde ihm der mittlere Orden der Aufgehenden Sonne am Band verliehen.
Im Februar 2022 gehörte Urin nach dem russischen Überfall auf die Ukraine zu den Unterzeichnern einer Petition von Künstlern, die Putin aufforderte, den Krieg zu stoppen.
Ende 2023 kündigte Urin seinen Abgang als Intendant an. Offiziell hieß es, er habe selbst um seine Entlassung gebeten. Nach Medienberichten hat Putin selbst auf der Entlassung bestanden. Urins Vertrag hätte noch bis 2027 gegolten. Sein Nachfolger ist der mit Putin befreundete Dirigent Waleri Gergijew.